# جیم دیل
جیم دیل (انگلیسی: Jim Dale؛ زادهٔ ۱۵ اوت ۱۹۳۵) یک هنرپیشه، خواننده، و خواننده-ترانه‌سرا اهل بریتانیا است. وی از سال ۱۹۵۱ میلادی تاکنون مشغول فعالیت بوده‌است.
از فیلم‌ها یا برنامه‌های تلویزیونی که وی در آن نقش داشته‌است می‌توان به گوژپشت، ادامه بده اشاره کرد.